# Национални парк Килиманџаро
Национални парк Килиманџаро танзанијски је национални парк.
Налази се 330 км јужно од екватора и у близини регије Моси. Парк укључује целу планину Килиманџаро и околни планински шумски појас изнад 1820 м и највиши врх Африке (5895 м). Простире се на површини од 1688 {\displaystyle km^{2}}.

## Историја
Почетком 20. века, немачка колонијална влада је прогласила планину Килиманџаро и околне шуме резерватом дивљачи.